# Gabinete Fallières
O Gabinete Fallières foi o ministério formado por Armand Fallières em 29 de janeiro de 1883 e dissolvido em 17 de fevereiro do mesmo ano. Foi o 19º gabinete da Terceira República Francesa, sendo antecedido pelo Gabinete Duclerc e sucedido pelo Gabinete Ferry II.

## Contexto
Armand Fallières formou um gabinete interino, mantendo quase todos os ministros do governo anterior no cargo. É um governo de curta duração (três semanas), tendo que reagir ao manifesto bonapartista de Napoleão José Bonaparte, ao qual o gabinete rebateu com a tentativa de aprovação de uma lei de exílio voltada para as antigas casas reais francesas. Não obtendo apoio total no Senado, Fallières apresentou a renúncia do gabinete ao Presidente da República, Jules Grévy, em 17 de fevereiro de 1883. Dias depois, Grévy nomeou novamente Jules Ferry como Presidente do Conselho de Ministros.

## Composição
- Presidente da República: Jules Grévy
- Presidente do Conselho de Ministros: Armand Fallières
- Ministro dos Estrangeiros: Armand Fallières
- Guardião dos Selos e Ministro da Justiça: Paul Devès
- Ministro do Interior e Cultos: Armand Fallières
- Ministro da Guerra: Jean Thibaudin
- Ministro das Finanças: Pierre Tirard
- Ministro da Marinha e das Colônias: François de Mahy
- Ministro da Instrução Pública e Belas Artes: Jules Duvaux
- Ministro das Obras Públicas: Anne-Charles Hérisson
- Ministro da Agricultura: François de Mahy
- Ministro do Comércio: Pierre Legrand
- Ministro dos Correios e Telégrafos: Adolphe Cochery